# بانک اسرائیل
بانک اسرائیل به صورت بانک مرکزی اسرائیل فعالیت می‌کند. این بانک در سال ۱۹۵۴ شروع به فعالیت کرد و دفتر مرکزی آن در اورشلیم قرار دارد و شعبه ای هم در تل آویو دارد. استنلی فیشر ریاست این بانک را برعهده دارد.